# 벤허 (1925년 영화)
《벤허》(Ben-Hur)는 미국에서 제작된 크리스티 카반 감독의 1925년 모험, 드라마, 멜로/로맨스, 액션 영화이다. 라몬 노바로 등이 주연으로 출연하였고 사무엘 골드윈 등이 제작에 참여하였다. 무성영화이다.
1997년 이 영화는 미국 의회도서관에 의해 문화적으로, 역사적으로, 미적으로 중요성을 인정받아 미국 국립영화등기부에 선정, 보존되었다.

## 출연

### 주연
- 라몬 노바로
- 프란시스 X. 부시맨

### 조연
- 메이 맥애보이
- 베티 브론슨
- 클레어 맥도웰
- 카멜 마이어스
- 나이젤 드 브룰리어
- 밋첼 루이스
- 레오 화이트
- 데일 풀러
- 윈터 홀
- 레지널드 바커
- 존 베리모어
- 라이오넬 베리모어
- 클라렌스 브라운
- 게리 쿠퍼
- 조안 크로포드
- 마리온 데이비스
- 더글러스 페어뱅스
- 시드니 프랭클린
- 클라크 게이블
- 자넷 게이노
- 존 길버트
- 도로시 기시
- 릴리안 기쉬
- 사무엘 골드윈
- 시드 그라우맨
- 윌리엄 그린
- 노블 존슨
- 조이젤 조이너
- 루퍼트 줄리안
- 헨리 킹
- 해럴드 로이드
- 캐롤 롬바드
- 마이어나 로이
- 클리프 라이온스
- 콜린 무어
- 클로드 페이턴
- 메리 픽포드
- 샐리 랜드
- 레오노라 서머스
- 톰 타일러
- 페이 레이
- 찰스 벨처
- 캐슬린 키
- 프랭크 커리어

## 기타
- 프로듀서: 케빈 브라운로우
- 프로듀서: 데이빗 길
- 세트: 세드릭 기븐스
- 세트: 호레이스 잭슨
- 세트: 에드윈 B. 윌리스
- 배역: 로버트 맥킨타이어